# Vitali Efimov

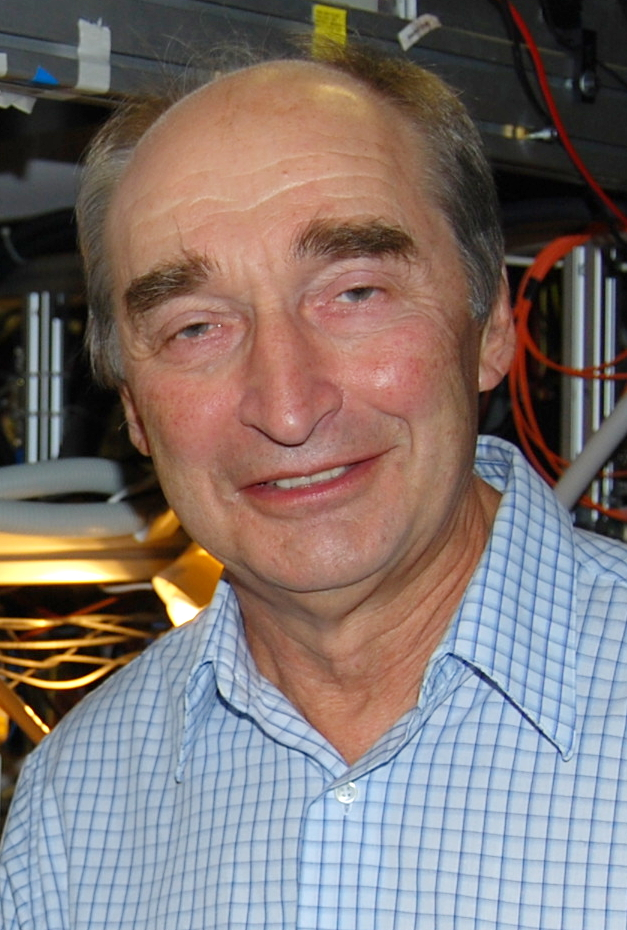
Vitali Efimov

Vitali N. Efimov (rusă: Виталий Ефимов) este un fizician rus, cu contribuții în fizica teoretică. În 1970, în calitatea lui de cercetător la Institutul A.S. Ioffe, de pe lângă Academia de Științe a Uniunii Sovietice din Leningrad, a postulat, în cuprinsul unui articol științific, existența unei stări a materiei cu totul nouă și neobișnuită, numită acum starea Efimov. Existența acestei stări a materiei a fost confirmată în 2006 .
În prezent el predă la Universitatea Washington, din Seattle. 